# Giacomo DiNorscio
Giacomo DiNorscio, soprannominato Fat Jack o Jackie Dee (Filadelfia, 20 luglio 1940 – 14 novembre 2004), è stato un mafioso statunitense, dapprima esponente della Famiglia di Filadelfia ed in seguito della Famiglia Lucchese, nella fattispecie in seno all'organico di quest'ultima operante nel New Jersey.
DiNorscio è rimasto celebre per il suo coinvolgimento nel processo antimafia Gli Stati Uniti contro Anthony Accetturo ed altri del 1986-1988, passato alle cronache come il più lungo del suo genere mai svoltosi negli Stati Uniti d'America (21 mesi), in cui, essendosi assunto la propria difesa (pro se), riuscì a far scagionare tutti gli imputati, una ventina tra caporegime e membri di più basso rango (lui compreso) dei Lucchese del New Jersey, per 76 capi d'accusa riconducibili alla legge RICO, ciò malgrado la schiacciante mole di prove addotte dalla pubblica accusa.

## Biografia
Nato a Filadelfia da una famiglia di origini italiane,
Jack DiNorscio venne condannato a 30 anni di reclusione per spaccio e detenzione di droga, in seguito dovette affrontare un grande processo per associazione mafiosa in cui erano implicati 20 imputati fra il 1987 e il 1988, con 76 capi d'accusa.
Il processo durò 21 mesi di udienze, il più lungo processo per mafia nella storia degli USA; è spesso confuso col processo statunitense più lungo in assoluto, ma il record spetta al caso McMartin, durato 6 anni. DiNorscio decise di difendersi da sé e grazie alle sue doti istrioniche riuscì contro ogni logica a sedurre la giuria popolare e a far assolvere tutti i 20 imputati.
Uscì di prigione il 23 novembre 2002 dopo 17 anni e mezzo - prima, quindi, della pena prevista dei 30 anni - e non collaborò mai con la Giustizia.

## Nella cultura di massa
- Del celebre processo è stato realizzato il film Prova a incastrarmi (Find Me Guilty) del regista Sidney Lumet, con Vin Diesel nella parte di DiNorscio.
- Il vero Jackie DiNorscio è morto proprio mentre il film era in produzione.